# Barbâtre (pastelliste)
Pour les articles homonymes, voir Barbâtre.
Barbâtre, né le 21 juillet 1938 à Laval (Mayenne), est un artiste français.
Connu pour ses natures mortes au pastel et au fusain, il trouve notamment son inspiration dans les travaux de Cézanne, Giacometti et Morandi. Barbâtre est autodidacte. Il vit et travaille à Paris.

## Expositions
- 2020, Forme et fantaisie, Galerie Prodromus, Paris. Cette exposition comprend notamment une série d'œuvres d'une étude sur le thème de La Centrale [1].
- 2015, La Fabrique du Pont d’Aleyrac, Saint-Pierreville en Ardèche
- 2012, Galerie Jacques Elbaz, Paris
- 2011, Espace culturel les Dominicaines, Pont-l’Evêque, Calvados
- 1998, Barbâtre, Dessins et Pastels, Espace Saint-Jacques, Saint-Quentin
- 1993, Pastels, Galerie Vallois, Paris
- 1989, Pastels et dessins, Galerie Berggruen, FIAC 89, Paris
- 1988, Dessins récents, Galerie Berggruen, Paris
- Pastels et dessins, Galerie Berggruen, Art Jonction International, Nice
- 1984, Pastels et dessins, Galerie Berggruen, Paris
- 1979, Pastels, Galerie Der Spiegel, Cologne, (R.F.A.)
- 1970, Natures mortes, Laval Actualités, Laval
- 1967, Dessins et peintures, Laval Actualités, Laval
- 1966, Dessins et peintures, Laval Actualités, Laval
- 1964, Peintures, Galerie L’Atelier, Laval